# Sylwester (Malewanski)
Sylwester, imię świeckie Stiepan Wasiljewicz Malewanski (ur. 28 listopada?/10 grudnia 1827, zm. 30 października?/12 listopada 1908 w Kijowie) – rosyjski biskup prawosławny, profesor teologii, specjalizujący się w prawosławnej teologii dogmatycznej.

## Życiorys
Był synem kapłana prawosławnego służącego w cerkwi w Andruszewce (eparchia wołyńska). Ukończył seminarium duchowne w Krzemieńcu, po czym ożenił się. Święcenia kapłańskie przyjął 7 grudnia 1848, po czym został skierowany do pracy duszpasterskiej w cerkwi Podwyższenia Krzyża Pańskiego w Czerwonym (eparchia wołyńska). Po pięciu latach małżeństwa jego żona zmarła.
Jako wdowiec ks. Malewanski rozpoczął naukę w Kijowskiej Akademii Duchownej, którą ukończył w 1857. 26 maja roku następnego złożył wieczyste śluby mnisze. W grudniu tego samego roku obronił dysertację magisterską w dziedzinie teologii i został wykładowcą Kijowskiej Akademii Duchownej. W 1873 otrzymał godność archimandryty. W tym samym roku został profesorem Akademii i równocześnie jej inspektorem. Rok później uzyskał stopień doktora teologii. W 1882 mianowano go profesorem zwyczajnym Kijowskiej Akademii Duchownej. Rok później objął stanowisko rektora tejże uczelni, które pełnił przez piętnaście lat, tradycyjnie łącząc je z obowiązkami przełożonego monasteru Objawienia Pańskiego w Kijowie.
20 stycznia 1885 został wyświęcony na biskupa kaniowskiego, wikariusza eparchii kijowskiej. Będąc pierwszym w hierarchii biskupów pomocniczych tejże administratury, zarządzał dodatkowo monasterem św. Mikołaja w Kijowie. W marcu 1898, już po rezygnacji ze stanowiska rektora Kijowskiej Akademii Teologicznej, otrzymał prawo noszenia brylantowego krzyża na kłobuku. W 1906 odszedł w stan spoczynku. Ostatnie dwa lata życia spędził w udostępnionych mu pokojach w rezydencji metropolitów kijowskich przy soborze Mądrości Bożej, gdzie do końca życia kontynuował pracę nad opracowaniami z zakresu teologii dogmatycznej. Na krótko przed śmiercią całkowicie stracił wzrok; mimo to kontynuował prace przy pomocy bliskich współpracowników. Zmarł w 1908 i został pochowany na cmentarzu monasteru Objawienia Pańskiego w Kijowie.

## Teolog
Sylwester (Malewanski) w swojej pracy naukowej specjalizował się w teologii dogmatycznej. Jego najważniejszą publikacją była pięciotomowa synteza teologii dogmatycznej wydana w 1878 - Опыт православного Догматического богословия с историческим изложением догматов.
Jest również autorem opracowań dotyczących racjonalizmu, jego rozwoju na przestrzeni wieków i jego stosunku do wiary, pojęcia Kościoła w chrześcijaństwie pierwszych trzech stuleci (zagadnieniu temu poświęcił pracę doktorską), panteizmu, Boga i zbawienia, losów duszy po śmierci, (zmartwychwstania umarłych). Tworzył również teksty polemiczne, w których spierał się ze starokatolikami i ich nauczaniem o dobrych uczynkach oraz o Bogurodzicy.